# جاريد تالنت
جاريد تالنت (بالإنجليزية: Jared Tallent) (مواليد 17 أكتوبر 1984)، هُو رياضي أسترالي مُتخصص في سباقات المشي. حاز جاريد على الميدالية الذهبية في سباق المشي 50 كيلومتر خلال دورة الألعاب الأولمبية الصيفية 2012 في لندن، إلى جانب 3 ميداليات أولمبية أخرى حازها في نُسختي 2008 و2016. فاز جاريد بالميدالية الفضية 3 مرات في بطولة العالم لألعاب القوى، كما أنه يُعد حاليا صاحب الرقم القياسي الأولمبي في سباق المشي 50 كيلومترا للرجال.

## وصلات خارجية
- نبذة عن جاريد تالنت  على موقع الاتحاد الدولي لألعاب القوى